# Benjamin Gföhler
Benjamin Gföhler (* 27. Januar 1994) ist ein Schweizer Leichtathlet, der sich auf den Weitsprung spezialisiert hat.

## Sportliche Laufbahn
Erste internationale Erfahrungen sammelte Benjamin Gföhler im Jahr 2011, als er bei den Jugendweltmeisterschaften nahe Lille im Achtkampf vorzeitig aufgeben musste. Anschliessend brachte er beim Europäischen Olympischen Jugendfestival (EYOF) in Trabzon im Weitsprung keinen gültigen Versuch zustande. Im Jahr darauf gelangte er bei den Juniorenweltmeisterschaften in Barcelona mit 6690 Punkten auf Rang 21 im Zehnkampf, und 2013 wurde er bei den Junioreneuropameisterschaften in Rieti mit 7280 Punkten 11. 2015 belegte er bei den U23-Europameisterschaften in Tallinn mit 7,93 m den vierten Platz im Weitsprung, gelangte anschliessend bei den Militärweltspielen in Mungyeong mit 7,21 m auf Rang sieben und verpasste mit der Schweizer 4-mal-100-Meter-Staffel mit 41,57 s den Finaleinzug. Im Jahr darauf schied er bei den Europameisterschaften in Amsterdam mit 7,72 m in der Qualifikationsrunde aus, und 2017 verpasste er bei den Halleneuropameisterschaften in Belgrad mit 7,63 m den Finaleinzug. Auch bei den Leichtathletik-Europameisterschaften 2018 in Berlin schied er mit 7,65 m in der Vorrunde aus, wie auch bei der Sommer-Universiade 2019 in Neapel mit 7,35 m. 2022 schied er bei den Weltmeisterschaften in Eugene mit 7,41 m in der Qualifikationsrunde aus und verpasste anschliessend bei den Europameisterschaften in München mit 7,49 m den Finaleinzug.
In den Jahren 2015 und 2021 wurde Gföhler Schweizer Meister im Weitsprung im Freien sowie 2016 und 2018 sowie 2019 und 2021 in der Halle.

## Persönliche Bestleistungen
- Weitsprung: 8,13 m (+1,0 m/s), 5. Juni 2016 in Oberteuringen
  - Weitsprung (Halle): 7,94 m, 4. Februar 2018 in Magglingen